# Анганчі
Анганчі (ісп. Anganchi) — поселення на острові Аннобон. Адміністративно належить до провінції Аннобон (Екваторіальна Гвінея).

## Географія
Поселення розташоване на сході острова.